# Золтан Опата
Золтан Опата (мађ. Opata Zoltán; Будимпешта, 24. септембар 1900 — Будимпешта, 19. мај 1982) био је мађарски фудбалер и тренер. Као играч, освојио је шест шампионских титула мађарске лиге са МТК-ом из Будимпеште 1920-их и редовно је наступао за фудбалску репрезентацију Мађарске. Након повлачења из игре постао је тренер и имао је успешне периоде са клубовима у Југославији, Румунији и Пољској.

## Каријера

### Клуб
Рођен у Будимпешти, Опата је започео своју каријеру као омладинац у локалном клубу Маваг 1917. Три године касније, прихватио је понуду да се придружи МТК, мађарском клубу који је изгубио неколико нападача који су се придружили страним клубовима у претходне две године. Опата је брзо постао стални члан тадашњег тима пуог са изварендним играчима као што су били са Ђерђом Ортом, Јожефом Брауном и Имреом Шлосером. Од 1920. до 1925. године, МТК је доминирао у лиги, освајајући титулу сваке сезоне и два пута Куп Мађарске. У периоду од 1920. па до 1934. године, са прекидима, Опата је за МТК одиграо 144 утакмице и постигао је 57 голова.
Опата је већину деценије провео у МТК-у, са кратким престанком у словачком Макабију из Брна 1924. године. У касним 1920-им, срећа МТК-а је почела да се мења, са Ференцварошем ТК који је освојио три узастопне титуле између 1926. и 1928. године. МТК је са Опатом освојио још једну титулу 1929. године, након чега је он напустио клуб и имао кратке излете у неколико мањих мађарских тимова, укључујући Атила ФК из Мишколца, Немзети ШК и Бочкаи ШК у Дебрецину. Према неким изворима, провео је сезону 1932/33 у ОСК Лилу у Француској. Вратио се у МТК 1933. године, а затим је почетком 1934. године постао играч-менаџер у Атила ФК, а касније те године у Ак Њитра у Словачкој.

### Репрезентација
Његов први наступ за репрезентацију Мађарске догодио се у априлу 1922. године када је играо као десно крило у пријатељској утакмици против Аустрије која је завршена нерешеним резултатом 1 : 1, а први гол је постигао у победи против Италије резултатом 7 : 1 у априлу 1924. године. Исте исте године Опата је изабран за репрезентацију Мађарске која се такмичила на Летњим олимпијским играма 1924. у Паризу, где је Мађарска важила за једног од фаворита турнира. У првом колу су савладали Пољску резултатом 5 : 0, а Опата је постигао гол. Међутим, у мечу другог кола Мађарска је претрпела сензационалан пораз од 0 : 3 од аутсајдера Египта, што је окончало њихове наде да ће освојити олимпијску медаљу.
Опата је наставио да буде редовни члан репрезентације у наредне три године и користили су га менаџери на свим позицијама у нападачкој линији, наступивши на укупно 17 утакмица и постигао 6 голова између 1922. и 1927. године. После тога играо је само још једном три године касније у последњој утакмици Централноевропског међународног купа 1927–30. против Италије у Будимпешти, где су изгубили резултатом 0 : 5.

## Тренерска каријера
Опата је почео да ради као играч-менаџер у средини 1930-их и одмах је прешао на тренерске дужности након завршетка своје играчке каријере око 1935. године. Прво је водио Мађарску на Летњим олимпијским играма 1936. у Берлину, где су елиминисани у првом колу од стране Пољске. Затим је у иностранству тренирао хрватски ХАШК од 1937. до 1938. године, водећи их до њихове прве и једине титуле првака Југославије у Првој лиги Југославије 1938. године. Од 1941. до 1945. године тренирао је ЦФР Клуж у Румунији, а 1947. године прешао је у УИО Арад са којима је освојио румунско првенство 1946/47. Потом се кратко вратио у Мађарску и радио са Ференцварошем, ФК Ујпештом и Чепелом. Током ере "Моћних Мађара" раних 1950-их, Опата је био део стручног штаба националног тима и помогао им је да освоје златну медаљу на Летњим олимпијским играма 1952. године. Након тога, тренирао је пољски клуб Горник Забрзе са којим је освојио пољску лигу 1957. године, пре него што се повукао 1958. године.

## Достигнућа
МТК
- Прва лига Мађарске у фудбалу: 
  - шампион:1920/21, 1921/22, 1922/23, 1923/24, 1924/25, 1928/29,
- Мађарски куп:
  - Победник: 1922/23, 1924/25

Тренер
- Првенство Југославије у фудбалу (1): 
  - шампион: 1937/38
- Прва лига Румуније у фудбалу (1): 
  - шампион: 1946/47.
- Прва лига Пољске у фудбалу (1): 
  - шампион: 1957.
- Мајсторска титула тренера (1961)